# Mythimna opaca
Mythimna opaca är en fjärilsart som beskrevs av Otto Staudinger 1900. Mythimna opaca ingår i släktet Mythimna och familjen nattflyn. Inga underarter finns listade i Catalogue of Life.